# Văn phòng Công tố Hàn Quốc
Văn phòng Công tố Hàn Quốc (Tiếng Hàn: 검찰청, Tiếng Anh: Supreme Prosecutors' Office (SPO), Hanja: 檢察廳) là cơ quan hành chính trung ương của Hàn Quốc giám sát các công việc tố tụng được điều hành bởi Bộ Tư pháp. Với tư cách là đại diện quốc gia của các công tố viên, Văn phòng làm việc với Tòa án Tối cao Hàn Quốc trở xuống.
Văn phòng Công tố viên là một cụm từ bao gồm Văn phòng Công tố viên Tối cao, Văn phòng Công tố viên Cấp cao và Văn phòng Công tố viên Quận, v.v., và được thành lập để đáp lại Tòa án Tối cao, Tòa án Cấp cao và Tòa án Quận, và các văn phòng chi nhánh có thể là được thành lập để đáp lại sự hỗ trợ. Thẩm quyền của mỗi văn phòng công tố tuân theo thẩm quyền của mỗi tòa án.

## Tổ chức
Bao gồm:
- Văn phòng Công tố viên Tối cao (대검찰청)
- Văn phòng công tố cấp cao (고등검찰청)
- Văn phòng Công tố Quận (지방검찰청)

## Tranh cãi
Kể từ nửa cuối năm 2010, Đảng Đại Quốc gia đã gây ra những cuộc tranh chấp nghiêm trọng liên quan đến tham nhũng. Điều này góp phần dẫn đến những lời chỉ trích chống lại Văn phòng Công tố Tối cao.

### Tổng công tố
Năm 2011, một ứng cử viên tổng công tố, Han Sang-dae (한상대) đang bị điều tra vì hai sự cố đăng ký địa chỉ sai và tham gia trốn nghĩa vụ quân sự.

### Thanh tra dân sự
Văn phòng Công tố viên Tối cao bị cáo buộc vì những hành động đạo đức giả khi quản lý kém việc điều tra các cuộc thanh tra cấp chính trị bất hợp pháp đối với các tổ chức dân sự vào năm 2010, tuy nhiên đã hạn chế một tập của MBC PD Note về vụ việc này.

### Cảnh sát chính trị cánh hữu
Văn phòng Công tố Hàn Quốc dưới thời chính phủ Lee Myung-bak có đặc điểm chính trị cánh hữu. Đã có một loạt cáo buộc về các vụ phá hoại chống lại thị trưởng không theo đảng phái hiện tại, Park Won-soon, bởi SPO trước cuộc bầu cử tháng 10 năm 2011. Các chính trị gia từng ủng hộ cựu tổng thống Roh Moo-hyun cũng ủng hộ Park Won-soon với mục đích thống nhất là phản đối SPO hiện tại. Các cuộc điều tra của SPO đối với Han Myeong-sook đã dẫn đến nhiều tranh cãi hơn khi Tòa án cấp cao Seoul đã tuyên bố cô vô tội hai lần liên tiếp. Tuy nhiên, SPO đã ngay lập tức kháng cáo quyết định này, viện dẫn 11 bằng chứng khác nhau. Trong số đó có những tuyên bố trực tiếp của Han man-ho rằng anh ta đã trả cho cô 900.000.000 won tiền quỹ bất hợp pháp, anh chị em của Han Myeong-sook sử dụng séc 100.000.000 won và 240.000.000 won trong tài khoản ngân hàng của bà Han có 'dấu hiệu đáng ngờ'. SPO cáo buộc rằng trợ lý của Han Myeong-sook đã lợi dụng sự sa ngã để che đậy cho các hoạt động phi pháp của cô ấy.

## Bê bối hối lộ
Vào ngày 13 tháng 1 năm 2012, Tòa án cấp cao Seoul đã xóa một trong những cáo buộc hối lộ đối với Han Myeong-sook.

## Sự cố đáng chú ý

### Ưu đãi tình dục từ nghi phạm
Vào tháng 11 năm 2012, một công tố viên thực tập sinh 30 tuổi bị cáo buộc đã thực hiện hành vi tình dục trong văn phòng với một nghi phạm ở độ tuổi 40 khi thẩm vấn cô ấy về một vụ trộm cắp bị cáo buộc và các cáo buộc khác vào đầu tháng đó. Theo các thanh tra tại Văn phòng Công tố viên Tối cao (SPO), bốn ngày sau, anh ta đưa người phụ nữ đến một nhà nghỉ gần đó và họ đã quan hệ tình dục. Jae-mong Jeon, công tố viên cấp dưới, cũng là Luật sư về bằng sáng chế và tốt nghiệp Đại học Quốc gia Seoul và Trường Luật Hanyang, tuyên bố quan hệ tình dục là có sự đồng thuận, theo các nhà điều tra. Vụ việc đã làm rung chuyển Văn phòng Công tố viên Hàn Quốc và dẫn đến sự khiển trách mạnh mẽ từ tổng thống và khiến Trưởng Công tố viên phải từ chức ngay lập tức.

### Sự cố áp phích hội nghị thượng đỉnh G20
Có một sự cố xảy ra khi một giảng viên đại học, Park Jeong-su, đã phá hoại một tấm áp phích quảng cáo của G-20 bằng cách vẽ một con chuột trước hội nghị thượng đỉnh G-20 ở Seoul năm 2010. Việc ông bị SPO truy tố đã làm lộ ra những lo ngại rằng SPO có khuynh hướng chính trị để phục vụ chính phủ Lee Myung-bak.

### Tác động
Baek Hye-ryun (백혜련), nữ biện lý của Văn phòng Công tố quận Daegu, đã tự nguyện từ chức vào ngày 21 tháng 11 năm 2011 vì SPO không thể chính thức duy trì tính trung lập chính trị của mình dưới thời chính phủ Lee Myung-bak.
Cựu thư ký của cố Tổng thống Roh Moo-hyun, Moon Jae-in gợi ý rằng sự kháng cự của SPO chống lại các cải cách trong Chính phủ Tham gia trước đó, trong đó nó cũng thành công với tư cách là mũi nhọn của chính phủ cánh hữu Lee Myung-bak, cuối cùng đã góp phần đến các cuộc điều tra bất công chống lại Roh vào năm 2009.

### Ngược đãi công dân
Vào ngày 26 tháng 10 năm 2011, Tòa án Quận Trung tâm Seoul đã kháng cáo SPO vì đã tiếp tục điều tra lạm dụng một vụ lạm dụng tình dục trẻ em; yêu cầu chính phủ bồi thường cho các thành viên gia đình của vụ án được đề cập.

### Yoon Seok Yeol từ chức
Yoon Suk-Yeol, bộ trưởng bộ tư pháp thứ hai của chính phủ Moon Jae-in chống lại văn phòng điều tra tội phạm lớn của chương trình khuyến mãi và đã từ chức. Ông nhận được sự quan tâm của dư luận do mâu thuẫn với Bộ Tư pháp, bị kỷ luật đình chỉ công tác và quyết định bác bỏ đình chỉ công tác của tòa án. Ông đã đứng đầu cuộc khảo sát tổng thống kể từ khi ông từ chức.

## Uy tín
47,1% người Hàn Quốc không tán thành Văn phòng Công tố Tối cao và mức độ tin cậy được cho điểm thấp với 4 trên 10, Theo cuộc khảo sát được thực hiện vào năm 2009.
Sự đồng thuận chung giữa các phương tiện truyền thông Hàn Quốc đánh giá Văn phòng Công tố có độ tin cậy rất thấp.

## Lời kêu gọi cải cách
Gần đây, quyền lực của văn phòng công tố đã bị nghi ngờ khi nhiều người bày tỏ sự phẫn nộ về nhiều vụ bê bối đã xảy ra trong văn phòng và mối quan hệ giữa văn phòng và các tập đoàn kinh doanh. Tổng thống Moon đã soạn thảo các cải cách truy tố để phân chia lại một số quyền lực được trao cho văn phòng công tố. Các cải cách sẽ trả lại một số quyền kiểm soát điều tra tội phạm cho các sĩ quan cảnh sát. Mục đích của việc này là phân phối quyền lực trong các cuộc điều tra tội phạm và ngăn chặn các công tố viên hành động thay mặt cho các tập đoàn kinh doanh. Một khía cạnh khác của cải cách là thành lập một lực lượng đặc nhiệm chuyên điều tra tham nhũng cấp cao.
Một vấn đề mà Moon gặp phải khi thực hiện các chính sách của mình là thăm dò Bộ trưởng Tư pháp mới được bổ nhiệm của ông, Cho Kuk vào năm 2019. Cho được giao trách nhiệm giám sát những cải cách này. Văn phòng công tố đã mở cuộc điều tra về gia đình Cho, đặc biệt là vợ và con gái của ông ta. Các nhà điều tra này phát hiện ra rằng con gái của Cho đã kiếm được từ địa vị của cha mình, điều này không được coi là gian lận mà chỉ là một sản phẩm của đặc quyền. Áp lực từ cuộc điều tra trở nên quá lớn khiến Cho cuối cùng phải từ chức chỉ sáu tuần sau đó. Số phận của những cải cách này nằm trong sự cân bằng giữa đảng dân chủ và đảng bảo thủ, những người đã ủng hộ văn phòng công tố. Tổng thống Moon đã tiếp tục đấu tranh để thực hiện những cải cách này. Vào tháng 1 năm 2020, Choo Mi-ae trở thành Bộ trưởng Tư pháp và làm việc cùng với Moon để hạn chế văn phòng công tố và thực hiện các cải cách thông qua cơ quan lập pháp.